# Сіруелос (Толедо)
Сіруелос (ісп. Ciruelos) — муніципалітет в Іспанії, у складі автономної спільноти Кастилія-Ла-Манча, у провінції Толедо. Населення — 679 осіб (2010).
Муніципалітет розташований на відстані близько 55 км на південь від Мадрида, 36 км на схід від Толедо.

## Демографія
Динаміка населення (INE ):

## Галерея зображень

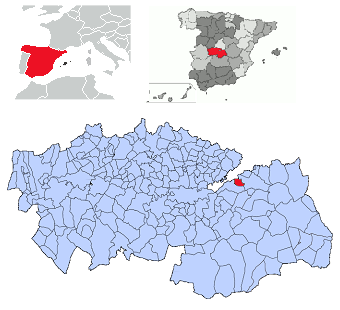
Розташування муніципалітету у провінції Толедо